# Tim Trantenroth
Tim Trantenroth (* 1969 in Waldsassen) ist ein deutscher Künstler.

## Leben
Trantenroth absolvierte sein Studium an der Kunstakademie Münster bei Ulrich Erben (1991–1993) und an der Kunstakademie Düsseldorf (1993–1996). Sein Studium beendete er als Meisterschüler bei Jan Dibbets. Im Rahmen seines Studiums verbrachte er ein Jahr als Stipendiat an der Cité Internationale des Arts Paris. Er war zudem Teilnehmer des Graduierten-Stipendiums des Landes NRW mit dem Projekt „silencer“ (1998–2000).
Nach Abschluss seines Studiums arbeitete Trantenroth als freischaffender Künstler. Die nachfolgenden Jahre waren geprägt von Teilnahmen an internationalen Projekten und Auslandsaufenthalten, unter anderem einem einjährigen Aufenthalt in New York (2003/2004).
Trantenroth war Gastprofessor an der Leibniz Universität Hannover in der Abteilung Architektur/Malerei (2005/2006), wohin er später als Lehrbeauftragter zurückkehrte (2009/2014). Seit 2015 folgten weitere Lehraufträge an der Universität der Künste Berlin. Im Jahr 2017 wurde Trantenroth als Professor für Malerei/Grafik an die Hochschule der bildenden Künste Essen berufen. Der Künstler erhielt zahlreiche Stipendien, u. a. das Arbeitsstipendium Kunstfonds Bonn 2011, das Arbeitsstipendium der Hans und Charlotte Krull Stiftung in Berlin 2012, sowie das Aufenthaltsstipendium im Künstlerhaus Schloß Wiepersdorf, gefördert vom Ministerium für Bildung und Forschung Brandenburg 2018.
Neben freien künstlerischen Arbeiten realisiert Trantenroth seit 2006 zahlreiche Kunst-am-Bau-Projekte. 2017 erhielt er den ersten Preis für seinen Entwurf der Wandmalerei für das Humboldt Forum im Berliner Schloss (Standort: Treppenhaus über Portal 5).
Trantenroth lebt und arbeitet in Berlin.

## Realisierte Projekte und Wettbewerbe (Kunst am Bau)
- 2018: 1. Platz – Wandmalerei 5. Obergeschoss (Geplante Realisierung 2022), Deutscher Bundestag, Schadowstraße 4, Berlin
- 2017: 1. Platz – Wandmalerei Portal 5 (Geplante Realisierung 2020), Humboldt Forum, Berlin
- 2015: 1. Platz – Wandmalerei „Topologieoptimierte Struktur“, Fraunhofer-Institut, Bremen
- 2010: Wandmalerei – Raumstein Wohnungsbaugesellschaft, Bonn
- 2006: Wandmalerei „Hilton NY“ – Hotel Kunsthof, Wien

## Einzelausstellungen
- 2020: Galerie Reinhold Maas, Reutlingen
- 2018: Konnex, galerie weisser elefant, Berlin
- 2018: ZFBK / Zentrum für Baukultur Sachsen, Kulturpalast Dresden mit Alexa Kreissl
- 2016: Kunstverein, Hof
- 2016: Kunstbüroberlin, Berlin
- 2017: Künstlerhaus Schloß Wiepersdorf mit Andrea Pichl
- 2015: transobjektiv, Galerie Reinhold Maas, Reutlingen
- 2015: even even, Kunstverein Würzburg
- 2014: Abschattung, Galerie Axel Obiger, Berlin mit Nana Kreft
- 2014: Fluchtpunkte, Galerie Flash, München
- 2014: galerie weisser elefant, Berlin
- 2013: one artist show, Galerie Reinhold Maas, artKarlsruhe
- 2012: Unähnliche Ähnlichkeiten, weekly.com, Berlin
- 2011: localized, Galerie Reinhold Maas, Reutlingen
- 2011: Subjektive Gewissheit, Kunstgaleriebonn, Bonn
- 2011: Suggestion, zumikon lounge, Nürnberg
- 2010: Orten, galerie oqbo mit Peter Thol, Berlin
- 2009: war on terror / Fensterbilder, Galerie Festl & Maas, Reutlingen
- 2008: Ausstellung, Galerie Arndt & Partner mit Karsten Konrad, Berlin
- 2007: Ausstellung, Galerie Defet mit Tatjana Doll, Nürnberg
- 2007: Wandmalerei „Concrete Gated“, Bar Babette, Berlin
- 2006: one artist show, Galerie Arndt & Partner, Marco Mexico
- 2005: Malerei, Arndt & Partner AG, Zürich
- 2005: Point of view, Villa de Bank, Enschede, Niederlande
- 2005: Detonation, Spielhaus Morrison Galerie, Berlin
- 2004: Malerei, Campus Galerie, Bayreuth
- 2003: Monotonie, Spielhaus Morrison Galerie, Berlin
- 2003: timonisch, Künstlerhaus Dortmund
- 2003: Malerei, Art in CP, mit Joachim Reck, Słubice
- 2002: Betonie, Förderverein Aktuelle Kunst e.V., Münster
- 2001: Wall up, Mehrwert Interfood Vitrine, Aachen
- 2001: Malerei: Galerie Guth-Maas & Maas, Reutlingen
- 2000: Silencer, Bürgerzentrum, Münchberg
- 1999: wupt. pav. 10, Wuppertal
- 1999: Malerei, Galerie Inge Baecker, Köln
- 1997: Malerei, Galerie Guth-Maas & Maas, Reutlingen
- 1996: Malerei, U-Bahngalerie mit Florian Balze, München
- 1995: Die imaginäre Stadt, Rathausturm, Witten

## Ausgewählte Sammlungen
- Deutsche Bank AG, Frankfurt am Main
- Sammlung Céline und Heiner Bastian, Berlin
- Galeria OMR, Mexiko-Stadt,
- MEX La Colleción Jumex, Mexiko-Stadt, MEX
- Sammlung Nanni & Kai Burchardi, Kelkheim
- Collection Christine and Andrew Hall, Southport, USA
- Collection Sherry and Joel Mallin, New York, USA
- Frederick R. Weisman Art Foundation, Los Angeles, USA
- The Cartin Collection, Hartford, USA
- Militärhistorisches Museum der Bundeswehr, Dresden
- Hotel Kunsthof, Wien
- A British American Tobacco GmbH, Hamburg
- Zabludowicz Collection, London
- Berlinische Galerie, Landesmuseum für Moderne Kunst, Fotografie und Architektur, Berlin
- Sammlung Defet, Nürnberg
- Deutsche Apotheker- und Ärztebank, Düsseldorf
- Deutscher Bundestag, Kunstsammlung

## Bibliographie (Ausgewählte Kataloge)
- „Tatjana Doll Tim Trantenroth“, Verlag für moderne Kunst Nürnberg, Nürnberg / Nuremberg 2005.
- „Tim Trantenroth“, BAT CampusGalerie, Bayreuth, 2004
- „Tim Trantenroth“, Band 1 / Volume 1, im Rahmen der Ausstellungsreihe / on the occasion of the exhibition series „Die imaginäre Stadt“, im / in Wittener Rathausturm, Witten 1995.